# 伊東祐民
伊東 祐民（いとう すけたみ）は、江戸時代中期から後期にかけての大名。日向国飫肥藩11代藩主。

## 略歴
第10代藩主・伊東祐鐘の長男として誕生。寛政10年（1798年）、父の死去により家督を継ぐ。植木方の野中金右衛門が取り組んだ飫肥杉の植林指導が功をなし、飫肥藩の財政を立て直した。また、学問所を設置して学問の奨励を行い、この時代に安井息軒の父親が学んでいる。
文化9年（1812年）6月29日、21歳で死去。嗣子が無く（子・祐相は死後に生まれた）、弟・祐丕が家督を継いだ。

## 系譜
父母
- 伊東祐鐘（父）
- 稲葉弘通の娘（母）

正室
- 為 ー 浅野重晟の娘

子女
- 伊東祐相（長男）生母は為（正室）

養子
- 伊東祐丕 ー 実弟